# النجد (المخادر)

تعديل مصدري - تعديل

النجد هي إحدى قرى عزلة الشرف بمديرية المخادر التابعة لمحافظة إب، بلغ تعداد سكانها 218 نسمة حسب تعداد اليمن لعام 2004.